# Monistrolet
Monistrolet es una entidad de población española del municipio de Rajadell, perteneciente a la provincia de Barcelona, en la comunidad autónoma de Cataluña.

## Toponimia
El lugar puede aparecer referido por los nombres de Monistrol de Rajadell y Monistrolet.

## Historia
A mediados del siglo XIX, el lugar, ya por entonces perteneciente a Rajadell, tenía contabilizada una población de 47 habitantes. Aparece mencionado en el decimoprimer volumen del Diccionario geográfico-estadístico-histórico de España y sus posesiones de Ultramar de Pascual Madoz de la siguiente manera:

MONISTROL DE RAJADELL: l. que forma ayunt. con Rajadell, en la prov., aud. terr. y c. g. de Barcelona (10 leg.) part. jud. de Manresa (3/4), dióc. de Vich (7). sit. en una llanura bastante elevada, con buena ventilacion y clima frio y seco, pero sano. Tiene 15 casas, 1 igl. parr. (Sta. Maria), servida por un cura de ingreso y un cementerio próximo á ella. El térm. confina con Fals, Manresa y Rajadell; en él se hallan varias casas nombradas Mambosch, Maspejoan, Castell, que es un antiquísimo cast. feudal que se conserva en buen estado, Bactoria, Casañas y Hostalet. El terreno es de mediana calidad y de secano; sus montes, incluso el denominado Coll Baij, se ven poblados de pinos, encinas, robles y mata baja; le cruza la riera de Rajadell, cuyas aguas dan impulso á 2 molinos de harina. Los caminos son locales y se hallan en malísimo estado. El correo se recibe de Manresa. prod.: vino, buen trigo, centeno, maiz, legumbres y patatas: cria ganado lanar, mular y de cerda; caza de conejos, perdices y liebres y pesca de barbos. pobl.: 10 vec., 47 almas. cap. prod.: 895,600. imp. 22,390. Esta pobl. pertenecia, antes del actual sistema de gobierno, al dominio feudal del conde de Pignatelli, señor napolitano, quien cobraba los diezmos y ejercia sus derechos.
(Madoz, 1848, p. 504)

En 2022, tenía empadronados 46 habitantes.

## Patrimonio
En el lugar hay una iglesia bajo la advocación de Santa María.